# 暖湿流
暖湿流（だんしつりゅう）または湿暖気流（しつだんきりゅう）とは、高温多湿の空気を意味する気象用語である。天気予報において一般的に使われる「暖かく湿った空気」、気象学においては、周囲の大気よりも温度（気温）が高く、多くの水蒸気（湿度）を含んだ空気のことを指す。湿暖流（しつだんりゅう）とも。
気圧配置の影響などにより移動（移流）してくることで天候に影響を与えるため、それが気流であるという意味を込めて「（気）流」という語が入っている。

## 概要
暖湿流が、より温度が低い、または湿度が低い空気の塊に進入してくると、大気が不安定化して、対流雲（積雲や積乱雲）が発達し、驟雨（強度変化の激しい雨）、集中豪雨、雷、突風、霰・雹、気温の急変化などが発生することがある。
熱帯低気圧が温帯に北上・南下（日本では初夏から晩秋にかけて台風が北上）して来た際に運び込んだり、温帯低気圧の通過時に誘引したり、前線や収束線などに向かって吹き込む海洋性気団からの気流に含まれたりして、やってくることが多い。

## 湿舌
梅雨前線の場合は前線の南側が広く暖湿流に覆われるが、低気圧の通過などに伴って狭い領域に暖湿流が流れ込み、梅雨前線を刺激して活発化させ、猛烈な集中豪雨をもたらすことがある。このとき暖湿流は細長い舌のような形をしていることが多く、これを湿舌（しつぜつ）と呼ぶ。梅雨前線付近で発生することが多いが、それ以外の場合もある。
地上付近から上空約7km付近までの高度では、湿舌が侵入すると水蒸気と対流のエネルギーを供給して、積乱雲の成長を促す。これが狭い領域で起こると、雨が短時間に大量にしかも狭い範囲にできて、それが一気に降り集中豪雨となる。
湿舌による集中豪雨は、湿舌だけではなく、対流を促進する地形と風のコンディション、上空の寒気や乾燥の程度なども影響する。